# Veľká Čausa
Veľká Čausa (maďarsky Nagycsausa nebo Nagycsóta) je obec na Slovensku v okrese Prievidza v Trenčínském kraji, ležící na březích řeky Handlovka.
V katastru obce byly objeveny zbytky osídlení z eneolitu a z doby bronzové. První písemná zmínka o obci je z roku 1358. V obci je římskokatolický kostel svatého Gorazda z roku 1999.